# Narsingdi (Distrikt)

Lage von Narsingdi in Bangladesch

Narsingdi (Bengalisch: নরসিংদী) ist ein Verwaltungsdistrikt in Bangladesch, der innerhalb der Division Dhaka, der übergeordneten Verwaltungseinheit, liegt. Die Hauptstadt des Distrikts bildet die gleichnamige Stadt Narsingdi. Die Gesamtfläche des Distrikts beträgt 1150 km². Der Distrikt setzt sich aus den 6 Upazilas Belabo, Monohardi, Narsingdi Sadar, Palash, Raipura und Shibpur zusammen. 
Der Distrikt Narsingdi grenzt im Norden und Nordosten an Kishoreganj, im Osten und Südosten an Brahmanbaria, im Süden und Südosten an Kumilla und Narayanganj und im Westen an Gazipur. Der Meghna, Shitalakshya, Brahmaputra, Arial Kha, Haridhoa und Paharea sind einige der Flüsse, die durch das Gebiet fließen. Der Distrikt hat 2,2 Millionen Einwohner (Volkszählung 2011). Die Alphabetisierungsrate liegt bei 49,6 % der Bevölkerung. 84 % der Bevölkerung sind Muslime, 15,2 % sind Hindus und 0,7 % sind Christen.
Das Klima des Bezirks ist sowohl im Sommer als auch im Winter relativ mild. Die maximalen und minimalen Durchschnittstemperaturen im Winter variieren zwischen 19 Grad und 23,7 Grad. Während die maximalen und minimalen Durchschnittstemperaturen im Sommer zwischen 26 Grad und 29 Grad variieren.
Die Region ist berühmt für ihre Textilindustrie. Daneben dominiert die Landwirtschaft. Laut der Volkszählung von 2011 arbeiten 41,2 % der Arbeitskräfte in der Industrie (meist im Textilsektor), 35,9 % in der Landwirtschaft und 22,9 % im Dienstleistungssektor.
Die populäre Sicht auf den Ursprung des Distriktnamen Narsingdi ist, dass hier im 19. Jahrhundert ein einflussreicher Zamindar namens Narsingha Paul lebte, der in der Bevölkerung für sein wohltätiges Wirken bekannt war.  

## Galerie

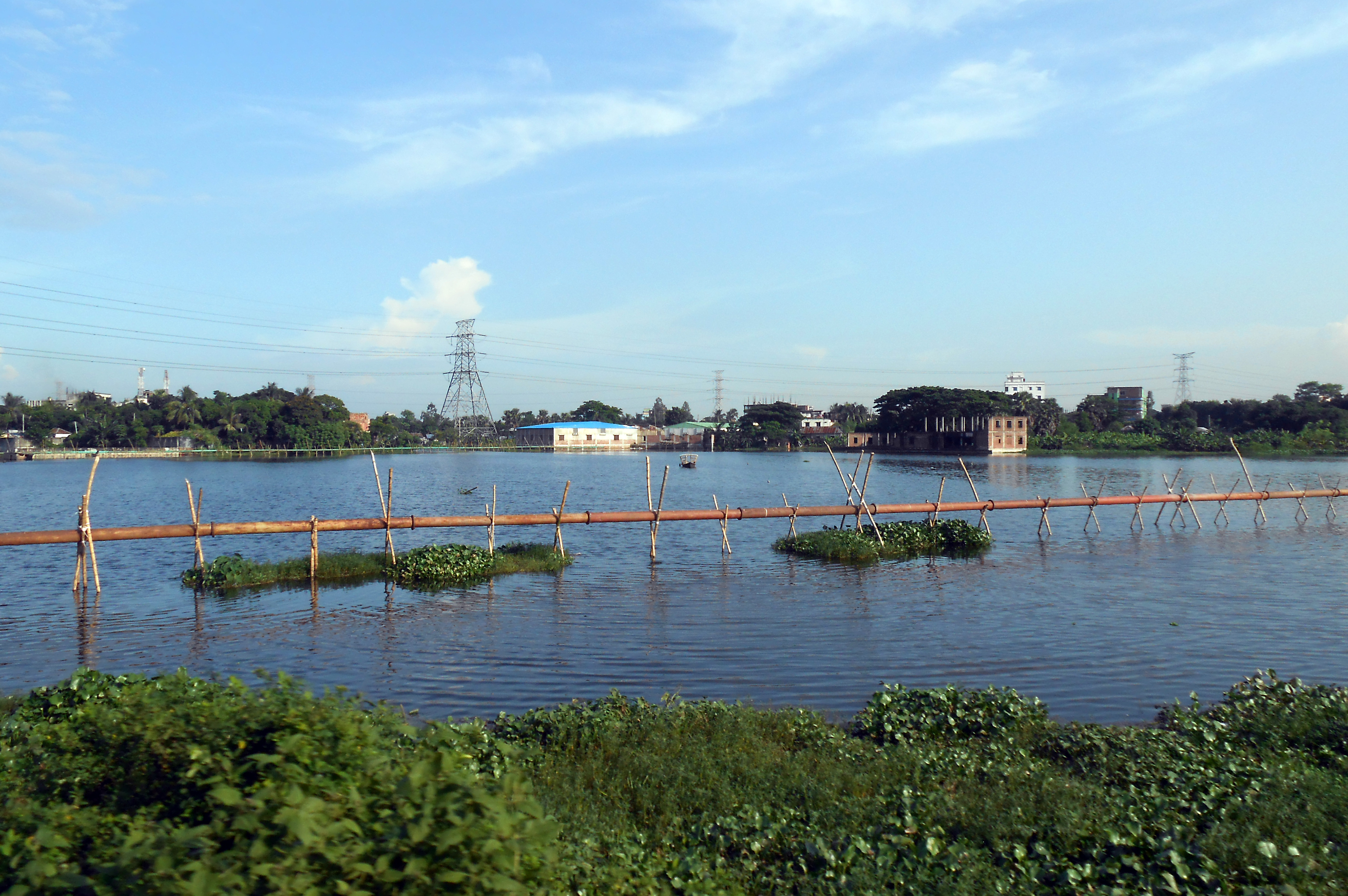
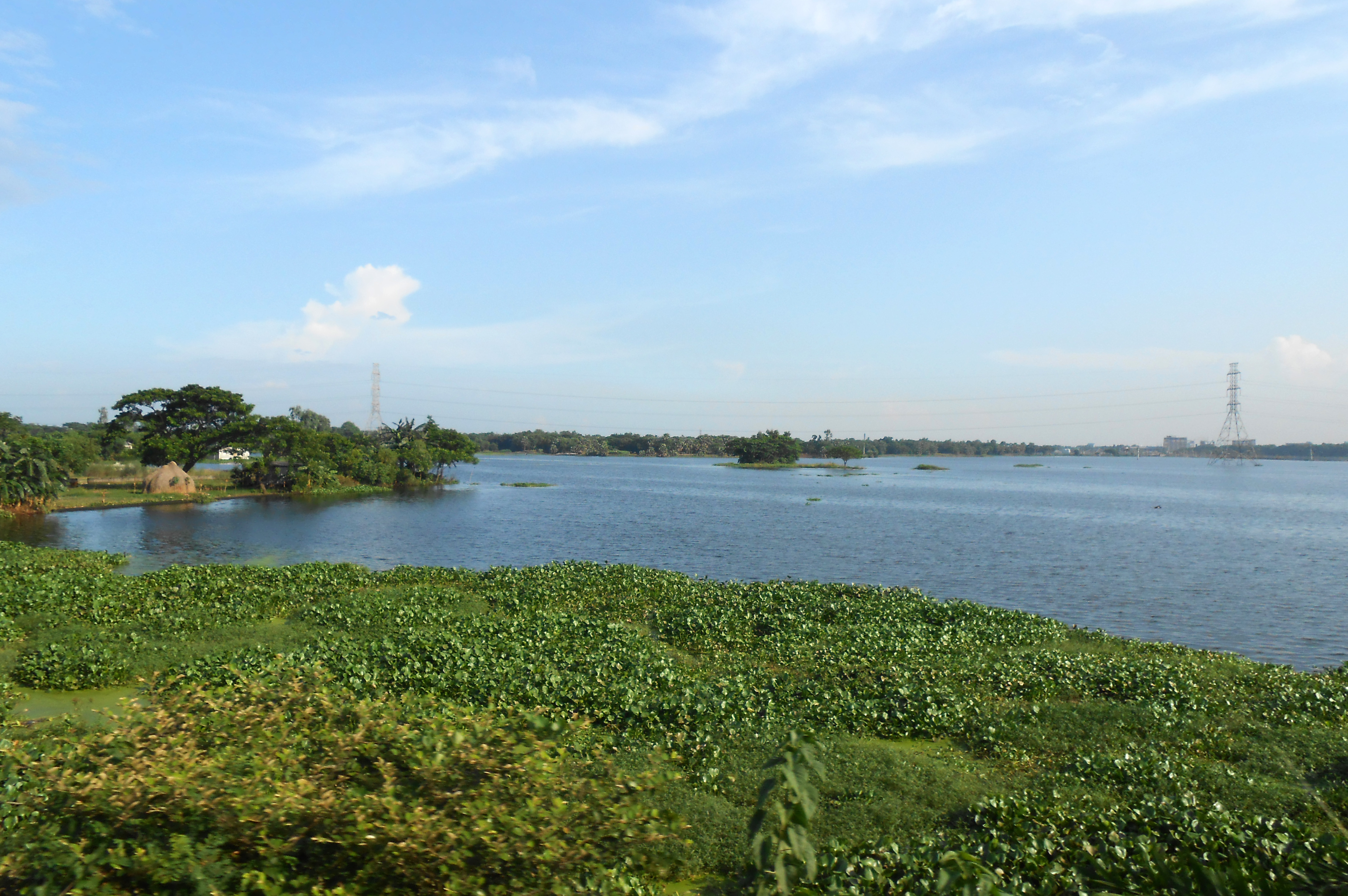
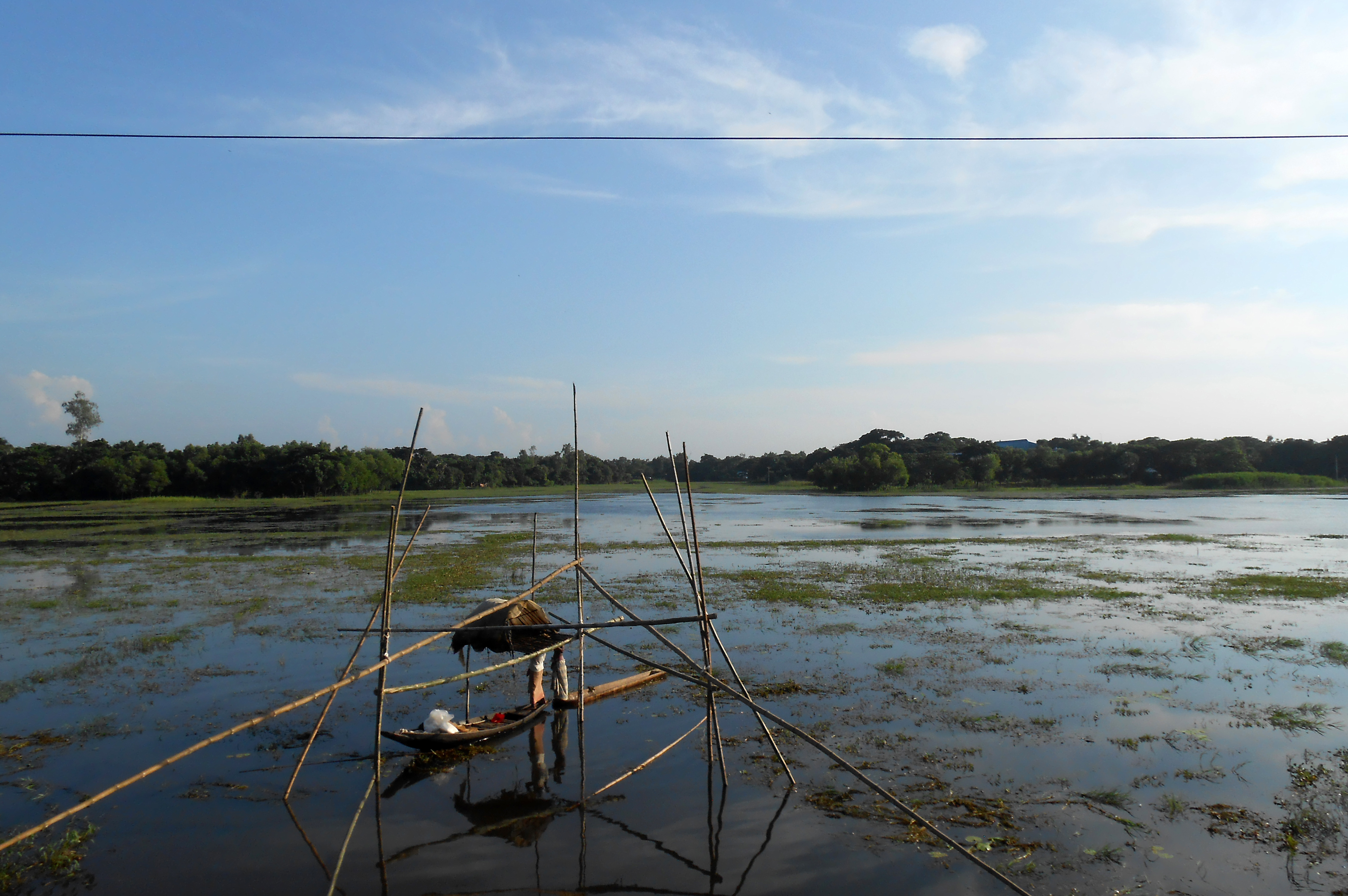
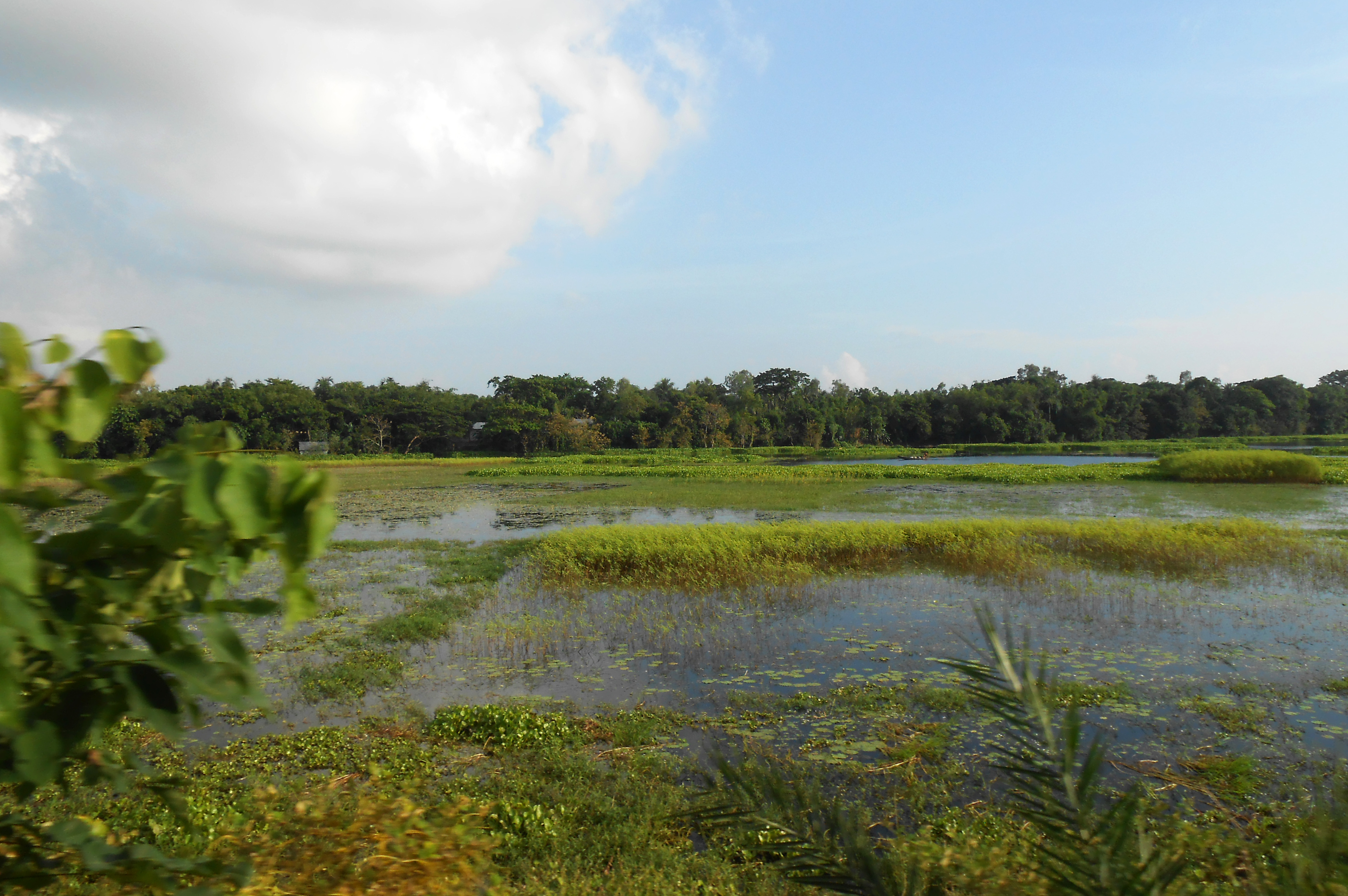
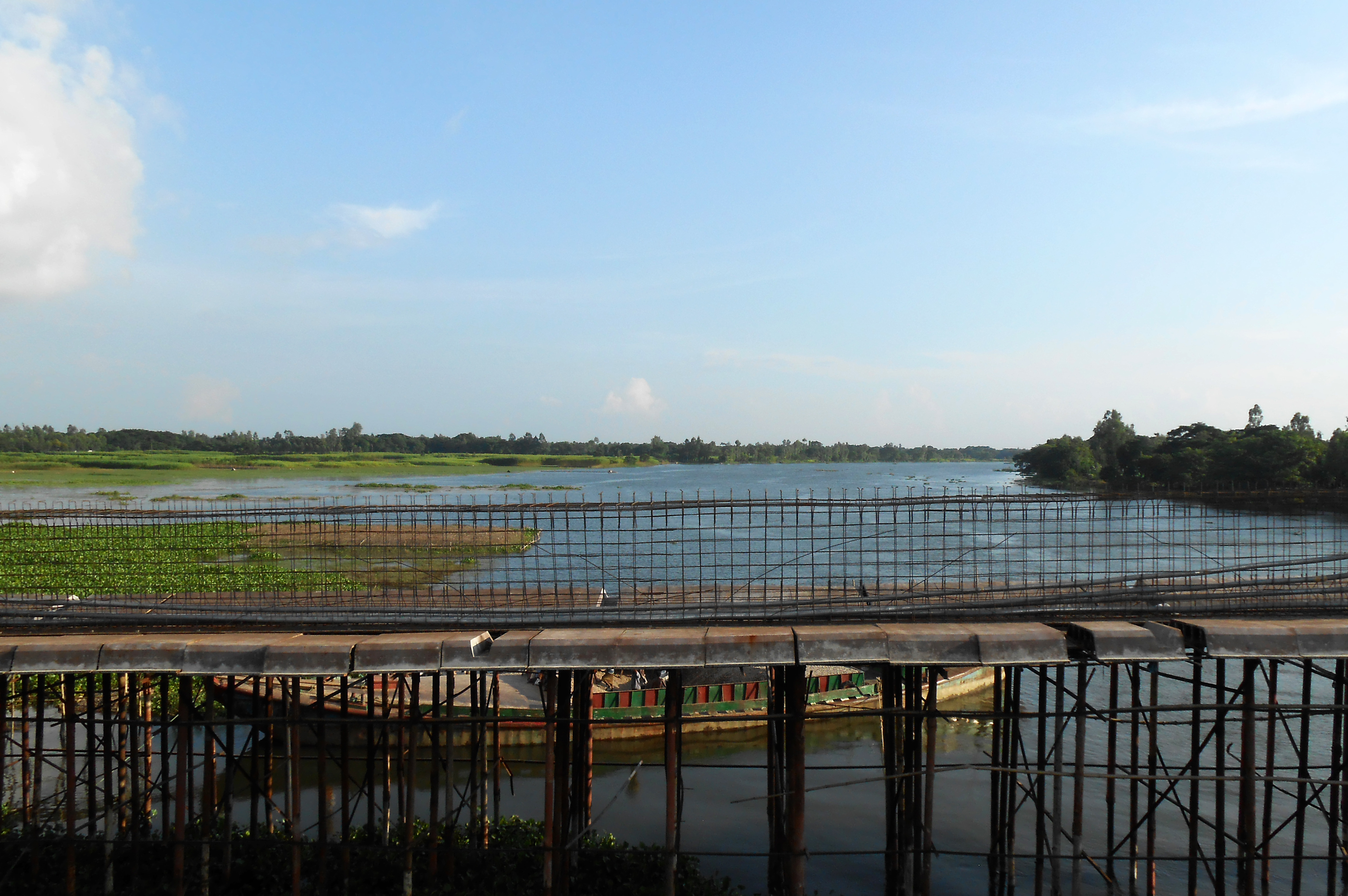